# 倫敦小交響樂團
伦敦小交响乐团（London Sinfonietta）是英国当代室内乐团，成立于1968年，总部位于伦敦。
该乐团的总部位于金斯广场（Kings Place），是南岸中心的常驻乐团。 自1968年首次演唱会以来，约翰·塔文纳爵士（Sir John Tavener）的《鲸鱼》全球首演以来，伦敦小交响乐团创作新音乐的承诺已见证了300多部作品的创作，并首发了数百首作品。
伦敦小交响乐团的核心是其18名主要球员。 2013年9月，乐团推出了“新兴艺术家计划”。
伦敦小交响乐团的唱片包括许多唱片公司的20世纪经典目录，以及合奏团自己的伦敦小交响乐团标签。